# Legio III Parthica
La Legio III Parthica (Tercera legión «de Partia») fue una legión romana, creada por el emperador Septimio Severo en el año 197, para su campaña contra el imperio parto, por eso el apodo Parthica. La legión permaneció activa en las provincias orientales hasta principios del siglo V. El símbolo de la legión era un toro.

## Orígenes y función
Junto a sus hermanas las legiones I Parthica y II Parthica, la III Parthica fue creada para atacar al imperio parto. La campaña fue un éxito y Ctesifonte, la capital parta, fue conquistada y saqueada. la III Parthica permaneció más adelante en la región como guarnición para la nueva provincia de Mesopotamia. Su campamento principal era Rhesaena, donde tenían el deber de asegurar los caminos principales y proteger la provincia contra los Sasánidas. 

## Siglo III
Durante el siglo III, la Legio III Parthica participó en varias otras campañas contra los sasánidas; incluso si hay pocas pruebas directas de su participación, la III Parthica estaba estacionada en la región y obviamente se empleó en las guerras entre los dos imperios rivales.
Una primera campaña indecisa fue dirigida por el emperador Caracalla en 217, durante la cual fue asesinado.
En 230, los sasánidas invadieron la provincia romana, derrotando a la Tercera. El emperador Alejandro Severo organizó una exitosa campaña para restaurar el dominio romano sobre Mesopotamia.
El emperador Gordiano III organizó otra campaña en 243, y la Tercera ganó la batalla de Resaena, pero al año siguiente Gordiano murió durante la campaña y su sucesor Filipo el Árabe, cuya posición había sido confirmada por Sapor I, se retiró. Los sasánidas marcaron una gran victoria en 256, cuando derrotaron a la Legio XV Apollinaris y conquistaron su fortaleza, Satala, saqueando Trapezus en 258. 
El emperador Valeriano intentó recuperar los territorios perdidos, pero fue derrotado y hecho prisionero en 260. Los romanos desafiaron con éxito al gobierno sasánida, primero con Odenato (261-267), líder secesionista del Imperio de Palmira, y más tarde con el emperador Diocleciano (284-305), quien firmó un tratado de paz en 298 que marcó el regreso del norte de Mesopotamia bajo la influencia romana.

## SiglosIVyV
Poco se sabe de la legión en el transcurso del siglo IV, pues las fuentes de esta época son escasas. Sin embargo, es probable que participara en las diversas campañas que libró el Imperio romano contra los sasánidas a lo largo del siglo IV. 
A principios del siglo V, la legión probablemente todavía estaba activa en la región bajo el Dux Osrhoenae, con sede en Apatna, la moderna Tell Fdyin, Irak (aunque la Notitia dignitatum está corrompida, muestra que una legión está acuartelada en Apatna, y la III Parthica no es mencionada en ningún otro lugar).